# Great Oakley (Northamptonshire)
Great Oakley – wieś w Anglii, w hrabstwie Northamptonshire, w dystrykcie (unitary authority) North Northamptonshire. Leży 28 km na północny wschód od miasta Northampton i 114 km na północ od Londynu.